# Kowale (Wrocław)
Kowale – osiedle we Wrocławiu, w jego północno-wschodniej części, na obszarze dawnej dzielnicy Psie Pole. Graniczy ze Swojczycami (na południowym wschodzie), Zalesiem i Zaciszem (na południu), Sołtysowicami (na północnym zachodzie) i osiedlem Psie Pole (na północy).

## Nazwa
Nazwa miejscowości wywodzi się od polskiego terminu oznaczającego zawód kowala. Heinrich Adamy w swoim dziele o nazwach miejscowych na Śląsku wydanym w 1888 roku we Wrocławiu wymienia jako pierwotną, zanotowaną nazwę miejscowości polską formę Kowalowice podając jej znaczenie "Schmiededorf" czyli "Wieś kowali".
Jest to jedna z najstarszych wsi w okolicy. Została wymieniona w staropolskiej, zlatynizowanej formie Kovalovo w łacińskim dokumencie wydanym 10 sierpnia 1201 roku przez kancelarię papieża Innocentego III wydanym w Segni wśród innych posiadłości klasztoru św. Wincentego. Kolejno używano nazw:
- 1204 i 1272 r. – Chowalowo
- 1294 r. – Koval
- 1309 r. – Cowall
- 1353 r. – Kobal
- 1425 r. – Cobal
- 1516 r. – Cawallen
- 1540 r. – Cowale
- 1666 r. – Kowallen
- 1743 r. – Cawalln
- 1845 r. – Kawallen
- 1928 r. – Cawallen

## Historia
Położone pomiędzy rzeką Widawą a odrzańskim sztucznym (przekopanym w latach 1912–17) Kanałem Żeglugowym. Wieś w 1922 r. otrzymała połączenie kolejowe a w 1928 r. została włączona w granice miasta wraz z sąsiadującymi osiedlami. Zabudowa mocno zróżnicowana pod względem architektury, w większości jednorodzinna, częściowo wiejsko-podmiejska zabudowa budynków dwu- lub kilkurodzinnych.
Po wojnie w części Kowal pojawiła się zabudowa willowa. Osiedle zamieszkuje około 2,2 tys. mieszkańców. 
Głównymi ulicami osiedla są: wytyczona w 1929 po przyłączeniu Kowal do Wrocławia ulica Kowalska, łącząca Sołtysowice ze Swojczycami, oraz ulice Krzywoustego, Brücknera i Kwidzyńska.  W zachodniej części znajdują się liczne bloki i kamienice, liczne z nich powstały pod koniec lat 90., lub są dopiero budowane (np. bloki przy Boya-Żeleńskiego i Krzywoustego). W części środkowej są duże połacie ogródków działkowych. Część wschodnia to liczne domy jednorodzinne oraz zakłady przemysłowe (m.in. nad Kanałem Żeglugowym znajdują się tereny przemysłowe, w tym firm "Viscoplast", "Polifarb", "Police", Wrocławskiej Stoczni Rzecznej). Również we wschodniej części Kowal mieści się także stacja kolejowa Wrocław-Kowale. Przez pewien czas tuż po wojnie osiedle Kowale nosiło nazwę Mirowiec, obecnie jednak mianem Mirowiec określa się część Kowal, położoną w kwartale ulic Brücknera, Olsztyńskiej, Kowalskiej i Krzywoustego (w pobliżu stacji kolejowej Wrocław-Sołtysowice i Centrum Handlowego "Korona").